# Шефела
Шефела (Шфела, др.-евр. שפלה‬, «низменная страна»; Синодальный перевод: «низкие/низменные места») — западная часть территории колена Иудина, склон от Иудейских гор к Средиземному морю. 
О географическом значении этого имени Смит (G. A. Smith) говорил, что хотя оно могло первоначально означать низменную приморскую полосу, но в библейскую эпоху под «Шефела» подразумевалось всё пространство между берегом и высокой горной цепью, представляющее ряд низких холмов (G. A. Smith, Historical Geography of the Holy Land, 202).
На территории Шефелы расположен национальный парк Израиля Бейт-Гуврин-Мареша.

## В Библии
Города этой местности перечисляются в Нав. 15:33—44. Упоминаемые в стихах 45—47 той же главы филистимские города Шефелы являются, вероятно, позднейшей вставкой.
Вдоль морского берега тянулась песчаная бесплодная полоса, но немного далее от моря почва отличалась своим плодородием; здесь сикоморы давали строительный лес, а луга славились как лучшие пастбища (1Цар. 10:27; 2Пар. 1:15; 9:27); эти леса и пастбища составляли царскую собственность (1Пар. 27:28; 2Пар. 26:10).
В Нав. 11:2 к «Шефела» отнесена земля и к северу от Лидды, известная под именем Сарон.

## У Евсевия Кесарийского
По Евсевию (Onomasticon, 296, 10), Шефела — это земля к северу и западу от Элевтерополиса; она простиралась, таким образом, на север до Лидды, на восток до Цареп, на юг до Газы.
Название Шефела сохранялось долгое время; ещё при Евсевии оно часто употреблялось, а исследователи Клермон-Ганно и Кондер (Tentwork., 277) заметили, что многие местности около Бет-Джибрин (Элевтерополиса) носили имя Сифле, соответствовавшее еврейскому «Шефела».